# 정글마우스
정글마우스(Jungle Mouse)는 대한민국 경기도 용인시 처인구 포곡읍 전대리에 위치한 에버랜드(舊 자연농원)의 매직랜드에 있던 롤러코스터이며, 1982년 1월 2일부터 1988년 3월까지 現 매직 쿠키 하우스가 있는 자리에서 6년간 운영되었다. 운영이 종료되고 철거된 자리엔 1995년 6월 23일 오즈의 성이 개장했으나, 그 오즈의 성 또한 2014년 11월 5일에 5살 남자아이의 손가락 절단 사고를 일으킨 후 결국 철거되었고, 현재는 전술했듯 매직 쿠키 하우스라는 과자와 사탕이 있는 놀이터가 들어서 있다.

## 정보
- 장소: 용인시 자연농원
- 개장일: 1982년 1월 2일
- 폐장일: 1988년 3월